# Élections législatives partielles au cours de la XVIe législature de la Cinquième République française
Des élections législatives partielles ont lieu durant la XVIe législature de l'Assemblée nationale française.

## Liste
| # | Député sortant            | Parti | Parti  | Groupe    | Date de fin de mandat | Circonscription                        | Dates de la nouvelle élection | Député élu ou réélu | Parti | Parti    | Groupe       | Raison                               |
| - | ------------------------- | ----- | ------ | --------- | --------------------- | -------------------------------------- | ----------------------------- | ------------------- | ----- | -------- | ------------ | ------------------------------------ |
| 1 | Jean-Noël Barrot          |       | MoDem  | DEM       | 12 août 2022          | 2e des Yvelines                        | 2 et 9 oct. 2022              | Jean-Noël Barrot    |       | MoDem    | DEM          | Démission pour cause d'inéligibilité |
| 1 | Anne Grignon (suppléante) |       | MoDem  | DEM       | 12 août 2022          | 2e des Yvelines                        | 2 et 9 oct. 2022              | Jean-Noël Barrot    |       | MoDem    | DEM          | Démission pour cause d'inéligibilité |
| 2 | Bertrand Petit            |       | PS     | SOC       | 2 déc. 2022           | 8e du Pas-de-Calais                    | 22 et 29 janv. 2023           | Bertrand Petit      |       | PS       | SOC          | Élections invalidées,                |
| 3 | Anne-Sophie Frigout       |       | RN-LAF | RN        | 2 déc. 2022           | 2e de la Marne                         | 22 et 29 janv. 2023           | Laure Miller        |       | RE       | RE           | Élections invalidées,                |
| 4 | Thomas Mesnier            |       | HOR    | HOR       | 2 déc. 2022           | 1re de la Charente                     | 22 et 29 janv. 2023           | René Pilato         |       | LFI      | LFI-NUPES    | Élections invalidées,                |
| 5 | Bénédicte Taurine         |       | LFI    | LFI-NUPES | 27 janv. 2023         | 1re de l'Ariège                        | 26 mars et 2 avr. 2023        | Martine Froger      |       | PS diss. | NI puis LIOT | Élections invalidées,                |
| 6 | Éléonore Caroit           |       | RE     | RE        | 20 janv. 2023         | 2e des Français établis hors de France | 1er et 15 avr. 2023           | Éléonore Caroit     |       | RE       | RE           | Élections invalidées,                |
| 7 | Karim Ben Cheïkh          |       | G.s    | ECO-NUPES | 20 janv. 2023         | 9e des Français établis hors de France | 2 et 16 avr. 2023             | Karim Ben Cheïkh    |       | G.s      | ECO-NUPES    | Élections invalidées,                |
| 8 | Meyer Habib               |       | UDI    | app. LR   | 3 fév. 2023           | 8e des Français établis hors de France | 2 et 16 avr. 2023             | Meyer Habib         |       | UDI      | app. LR      | Élections invalidées,                |

## Résultats cumulés
|                                                              |                                                              | La France insoumise (LFI)               | 20 290  | 13,62  | 23 476  | 16,87 | 1             |               |  |  |
|                                                              | Parti socialiste (PS)                                        | 12 295                                  | 8,25    | 16 190 | 11,63   | 1     | 1             |               |  |  |
|                                                              | Génération.s (G.s)                                           | 5 291                                   | 3,55    | 8 059  | 5,79    | 1     | en stagnation |               |  |  |
|                                                              | Europe Écologie Les Verts (EELV)                             | 4 237                                   | 2,84    | 5 022  | 3,61    | 0     | en stagnation |               |  |  |
|                                                              | Indépendante (SE)                                            | 2 445                                   | 1,64    |        |         |       |               |               |  |  |
| Total Nouvelle Union populaire écologique et sociale (NUPES) | Total Nouvelle Union populaire écologique et sociale (NUPES) | 44 558                                  | 29,90   | 52 747 | 37,90   | 3     | 1             |               |  |  |
|                                                              |                                                              |                                         |         |        |         |       |               |               |  |  |
|                                                              |                                                              | Renaissance (RE)                        | 16 940  | 11,37  | 25 598  | 18,39 | 2             | 1             |  |  |
|                                                              | Horizons (HOR)                                               | 13 995                                  | 9,39    | 11 726 | 8,42    | 0     | 1             |               |  |  |
|                                                              | Mouvement démocrate (MoDem)                                  | 9 635                                   | 6,47    | 12 707 | 9,13    | 1     | en stagnation |               |  |  |
| Total Ensemble (ENS)                                         | Total Ensemble (ENS)                                         | 40 570                                  | 27,22   | 50 031 | 35,95   | 3     | en stagnation |               |  |  |
|                                                              |                                                              |                                         |         |        |         |       |               |               |  |  |
|                                                              | Rassemblement national (RN)                                  | Rassemblement national (RN)             | 23 590  | 15,83  | 16 576  | 11,91 | 0             | 1             |  |  |
|                                                              |                                                              |                                         |         |        |         |       |               |               |  |  |
|                                                              |                                                              | Les Républicains (LR)                   | 9 602   | 6,44   |         |       |               |               |  |  |
|                                                              | Union des démocrates et indépendants (UDI)                   | 5 985                                   | 4,02    | 8 075  | 5,80    | 1     | en stagnation |               |  |  |
| Total Union de la droite et du centre (UDC)                  | Total Union de la droite et du centre (UDC)                  | 15 587                                  | 10,46   | 8 075  | 5,80    | 1     | en stagnation |               |  |  |
|                                                              |                                                              |                                         |         |        |         |       |               |               |  |  |
|                                                              |                                                              | Reconquête (REC)                        | 4 413   | 2,96   |         |       |               |               |  |  |
|                                                              | Mouvement conservateur (MC)                                  | 2 521                                   | 1,69    |        |         |       |               |               |  |  |
| Total Reconquête et alliés (REC)                             | Total Reconquête et alliés (REC)                             | 6 934                                   | 4,65    |        |         |       |               |               |  |  |
|                                                              |                                                              |                                         |         |        |         |       |               |               |  |  |
|                                                              | Dissidente Parti socialiste (PS diss.)                       | Dissidente Parti socialiste (PS diss.)  | 5 742   | 3,85   | 11 758  | 8,45  | 1             |               |  |  |
|                                                              | Dissidents Ensemble                                          | Dissidents Ensemble                     | 2 898   | 1,94   |         |       |               |               |  |  |
|                                                              | Lutte ouvrière (LO)                                          | Lutte ouvrière (LO)                     | 2 223   | 1,49   |         |       |               |               |  |  |
|                                                              | Égalité Europe Écologie ! (EEE)                              | Égalité Europe Écologie ! (EEE)         | 1 976   | 1,33   |         |       |               |               |  |  |
|                                                              | Gauche républicaine et socialiste (GRS)                      | Gauche républicaine et socialiste (GRS) | 1 256   | 0,84   |         |       |               |               |  |  |
|                                                              |                                                              | Écologie au centre (EaC)                | 521     | 0,35   |         |       |               |               |  |  |
|                                                              | Cap21                                                        | 625                                     | 0,42    |        |         |       |               |               |  |  |
| Total Écologie au centre (EaC)                               | Total Écologie au centre (EaC)                               | 1 146                                   | 0,77    |        |         |       |               |               |  |  |
|                                                              |                                                              |                                         |         |        |         |       |               |               |  |  |
|                                                              |                                                              | Le Mouvement pour les Animaux (LMPA)    | 439     | 0,29   |         |       |               |               |  |  |
|                                                              | L'écologie autrement ! (LEA)                                 | 79                                      | 0,05    |        |         |       |               |               |  |  |
| Total Tous unis pour le vivant (TUPV)                        | Total Tous unis pour le vivant (TUPV)                        | 518                                     | 0,34    |        |         |       |               |               |  |  |
|                                                              |                                                              |                                         |         |        |         |       |               |               |  |  |
|                                                              |                                                              | Solidarité et progrès (S&P)             | 67      | 0,04   |         |       |               |               |  |  |
|                                                              | République souveraine (RS)                                   | 56                                      | 0,04    |        |         |       |               |               |  |  |
| Total La Raison du Peuple (LRDP)                             | Total La Raison du Peuple (LRDP)                             | 123                                     | 0,08    |        |         |       |               |               |  |  |
|                                                              |                                                              |                                         |         |        |         |       |               |               |  |  |
|                                                              | Autres partis                                                | Autres partis                           | 276     | 0,19   |         |       |               |               |  |  |
|                                                              | Sans étiquette (SE)                                          | Sans étiquette (SE)                     | 1 629   | 1,09   |         |       |               |               |  |  |
|                                                              |                                                              |                                         |         |        |         |       |               |               |  |  |
| Suffrages exprimés                                           | Suffrages exprimés                                           | Suffrages exprimés                      | 149 025 | 97,17  | 139 187 | 92,77 |               |               |  |  |
| Total                                                        | Total                                                        | Total                                   | 153 370 | 100    | 150 036 | 100   | 8             | en stagnation |  |  |
| Abstentions                                                  | Abstentions                                                  | Abstentions                             | 584 061 | 79,20  | 588 130 | 79,78 |               |               |  |  |
| Inscrits/Participation                                       | Inscrits/Participation                                       | Inscrits/Participation                  | 737 431 | 20,80  | 737 167 | 20,22 |               |               |  |  |

## Élections partielles en 2022

### 2ecirconscription des Yvelines
Les électeurs de la deuxième circonscription des Yvelines sont appelés à élire un nouveau député à la suite de la démission d'Anne Grignon. Suppléante de Jean-Noël Barrot, lui-même nommé ministre, elle renonce à ses fonctions le 12 août 2022 en raison d'un recours en annulation de son élection devant le Conseil constitutionnel. Le Code électoral interdisant notamment au « remplaçant d'un membre d'une assemblée parlementaire » de se présenter comme suppléant d'un député.
L'élection partielle se tient les 2 et 9 octobre 2022.
| Candidat                 | Candidat                 | Parti et coalition       | Premier tour | Premier tour | Premier tour | Second tour | Second tour | Second tour |
| Candidat                 | Candidat                 | Parti et coalition       | Voix         | %            | +/-          | Voix        | %           | +/-         |
| ------------------------ | ------------------------ | ------------------------ | ------------ | ------------ | ------------ | ----------- | ----------- | ----------- |
|                          | Jean-Noël Barrot *       | MoDem (ENS)              | 9 635        | 42,29        | 7,41         | 12 707      | 71,67       | 7,4         |
|                          | Maïté Carrive-Bedouani   | EELV (NUPES)             | 4 237        | 18,60        | 4,06         | 5 022       | 28,33       | 7,4         |
|                          | Pascal Thévenot          | LR (UDC)                 | 4 055        | 17,80        | 3,23         |             |             |             |
|                          | Laurence Trochu          | MC                       | 2 521        | 11,06        | 2,88         |             |             |             |
|                          | Anne Jacqmin             | RN                       | 1 965        | 8,62         | 0,17         |             |             |             |
|                          | Pascal Casimir-Perrier   | RE diss.                 | 371          | 1,63         | 0,91         |             |             |             |
|                          |                          |                          |              |              |              |             |             |             |
| Suffrages exprimés       | Suffrages exprimés       | Suffrages exprimés       | 22 784       | 98,50        |              | 17 729      | 92,21       |             |
| Votes blancs             | Votes blancs             | Votes blancs             | 255          | 1,10         | 1 078        | 5,61        |             |             |
| Votes nuls               | Votes nuls               | Votes nuls               | 91           | 0,40         | 420          | 2,18        |             |             |
| Total                    | Total                    | Total                    | 23 130       | 100          | 19 227       | 100         |             |             |
| Abstention               | Abstention               | Abstention               | 63 586       | 73,33        | 67 483       | 77,83       |             |             |
| Inscrits / participation | Inscrits / participation | Inscrits / participation | 86 716       | 26,27        | 86 710       | 22,17       |             |             |

## Élections partielles en 2023

### 8ecirconscription du Pas-de-Calais
L'élection du socialiste Bertrand Petit lors des scrutins de juin 2022 est annulée par le Conseil constitutionnel, le 2 décembre 2022, en raison de l'inéligibilité de son suppléant du fait de sa désignation en qualité de remplaçant de la sénatrice Cathy Apourceau-Poly, une situation contraire aux dispositions du Code électoral.
Une élection partielle est alors planifiée pour se tenir les 22 et 29 janvier 2023 ; à nouveau opposé au candidat RN Auguste Évrard, le sortant Bertrand Petit remporte le scrutin au deuxième tour avec 66,49 % des suffrages.
| Candidat                 | Candidat                 | Parti et coalition       | Premier tour | Premier tour | Premier tour | Second tour | Second tour | Second tour |
| Candidat                 | Candidat                 | Parti et coalition       | Voix         | %            | +/-          | Voix        | %           | +/-         |
| ------------------------ | ------------------------ | ------------------------ | ------------ | ------------ | ------------ | ----------- | ----------- | ----------- |
|                          | Bertrand Petit           | PS (NUPES)               | 12 295       | 46,14        | 23,6         | 16 190      | 66,49       | 10,67       |
|                          | Auguste Évrard           | RN                       | 6 388        | 23,97        | 3,49         | 8 158       | 33,51       | 10,67       |
|                          | Benoît Potterie          | HOR (ENS)                | 5 642        | 21,17        | 0,19         |             |             |             |
|                          | Étienne Zannis           | LO                       | 1 062        | 3,99         | 2,72         |             |             |             |
|                          | Aude Mayaud              | REC                      | 646          | 2,42         | 0,07         |             |             |             |
|                          | Lucas Roseuw             | LR (UDC)                 | 615          | 2,31         | 2,75         |             |             |             |
|                          |                          |                          |              |              |              |             |             |             |
| Suffrages exprimés       | Suffrages exprimés       | Suffrages exprimés       | 26 648       | 97,25        |              | 24 348      | 94,23       |             |
| Votes blancs             | Votes blancs             | Votes blancs             |              |              | 779          | 3,01        |             |             |
| Votes nuls               | Votes nuls               | Votes nuls               |              |              | 693          | 2,68        |             |             |
| Total                    | Total                    | Total                    | 27 401       | 100          | 25 838       | 100         |             |             |
| Abstention               | Abstention               | Abstention               | 65 099       | 70,38        | 66 656       | 72,07       |             |             |
| Inscrits / participation | Inscrits / participation | Inscrits / participation | 92 500       | 29,62        | 92 494       | 27,93       |             |             |

### 2ecirconscription de la Marne
L'élection de la députée RN Anne-Sophie Frigout est annulée par le Conseil constitutionnel le 2 décembre 2022. 965 bulletins de vote de la candidate LREM Laure Miller sont invalidés, pouvant remettre en cause la validité de l'élection « compte tenu du faible écart de voix entre les trois candidats arrivés en tête, l’absence de prise en compte des bulletins irréguliers du décompte des voix a eu pour effet de modifier les candidats qualifiés pour le second tour de scrutin, altérant ainsi la sincérité du scrutin ».
Une élection partielle se tient alors les 22 et 29 janvier 2023 et voit la sortante Anne-Sophie Frigout défaite par la candidate Renaissance Laure Miller au second tour de scrutin, cette dernière l'emportant avec 51,8 % des suffrages exprimés.
| Candidat                 | Candidat                 | Parti et coalition       | Premier tour | Premier tour | Premier tour | Second tour | Second tour | Second tour |
| Candidat                 | Candidat                 | Parti et coalition       | Voix         | %            | +/-          | Voix        | %           | +/-         |
| ------------------------ | ------------------------ | ------------------------ | ------------ | ------------ | ------------ | ----------- | ----------- | ----------- |
|                          | Anne-Sophie Frigout      | RN-LAF                   | 6 059        | 34,80        | 12,82        | 8 418       | 48,20       | 6,61        |
|                          | Laure Miller             | RE (ENS)                 | 5 228        | 30,03        | 8,8          | 9 047       | 51,80       | Nv.         |
|                          | Victorien Pâté           | LFI (NUPES)              | 2 815        | 16,17        | 6,29         |             |             |             |
|                          | Stéphane Lang            | LR (UDC)                 | 1 929        | 11,08        | 0,21         |             |             |             |
|                          | Nesma Sayoud             | EaC                      | 521          | 2,99         | 0,48         |             |             |             |
|                          | Marie Pace               | REC                      | 436          | 2,50         | 2,39         |             |             |             |
|                          | Thomas Rose              | LO                       | 309          | 1,77         | 0,36         |             |             |             |
|                          | Pierre Schwarz           | SE                       | 114          | 0,65         | Nv.          |             |             |             |
|                          | Salvador Ribeiro         | SE                       | 1            | 0,01         | Nv.          |             |             |             |
|                          |                          |                          |              |              |              |             |             |             |
| Suffrages exprimés       | Suffrages exprimés       | Suffrages exprimés       | 17 411       | 97,77        |              | 17 465      | 93,38       |             |
| Votes blancs             | Votes blancs             | Votes blancs             | 277          | 1,56         | 883          | 4,72        |             |             |
| Votes nuls               | Votes nuls               | Votes nuls               | 121          | 0,68         | 356          | 1,90        |             |             |
| Total                    | Total                    | Total                    | 17 809       | 100          | 18 704       | 100         |             |             |
| Abstention               | Abstention               | Abstention               | 56 504       | 76,04        | 55 616       | 74,83       |             |             |
| Inscrits / participation | Inscrits / participation | Inscrits / participation | 74 313       | 23,96        | 74 320       | 25,17       |             |             |

### 1recirconscription de la Charente
Après examen des opérations de vote, 27 voix en faveur de Thomas Mesnier, élu député Horizons ont été ôtées de son score final. Comme il a été élu avec seulement 24 voix d'avance sur son concurrent LFI René Pilato, l'élection est invalidée.
Une élection partielle se tient les 22 et 29 janvier 2023 et est alors remportée par René Pilato au second tour de scrutin, celui-ci renversant alors le sortant Thomas Mesnier avec 50,99 % des suffrages.
| Candidat                 | Candidat                 | Parti et coalition       | Premier tour | Premier tour | Premier tour | Second tour | Second tour | Second tour |
| Candidat                 | Candidat                 | Parti et coalition       | Voix         | %            | +/-          | Voix        | %           | +/-         |
| ------------------------ | ------------------------ | ------------------------ | ------------ | ------------ | ------------ | ----------- | ----------- | ----------- |
|                          | Thomas Mesnier           | HOR (ENS)                | 8 353        | 35,54        | 5,09         | 11 726      | 49,01       | 1,02        |
|                          | René Pilato              | LFI (NUPES)              | 8 311        | 35,36        | 7,83         | 12 200      | 50,99       | 1,02        |
|                          | Florent Benetreau        | RN                       | 3 485        | 14,83        | 1,22         |             |             |             |
|                          | Alice Clergeau           | LR                       | 1 107        | 4,71         | 0,53         |             |             |             |
|                          | Samuel Cazenave          | SE                       | 843          | 3,59         | Nv.          |             |             |             |
|                          | Serge Bondon             | REC                      | 500          | 2,13         | 2,14         |             |             |             |
|                          | Dominique Souchaud       | Cap21                    | 480          | 2,04         | 1,01         |             |             |             |
|                          | Olivier Nicolas          | LO                       | 425          | 1,81         | 0,91         |             |             |             |
|                          |                          |                          |              |              |              |             |             |             |
| Suffrages exprimés       | Suffrages exprimés       | Suffrages exprimés       | 23 504       | 97,34        |              | 23 926      | 94,34       |             |
| Votes blancs             |                          |                          |              |              |              |             |             |             |
| Votes nuls               |                          |                          |              |              |              |             |             |             |
| Total                    | Total                    | Total                    | 24 146       | 100          | 25 362       | 100         |             |             |
| Abstention               | Abstention               | Abstention               | 59 817       | 71,24        | 58 600       | 69,79       |             |             |
| Inscrits / participation | Inscrits / participation | Inscrits / participation | 83 963       | 28,76        | 83 962       | 30,21       |             |             |

### 1recirconscription de l'Ariège
Le 27 janvier 2023, le Conseil constitutionnel annule les opérations électorales ayant mené à l'élection de la députée La France insoumise Bénédicte Taurine. Cette décision est justifiée par la présence de bulletins dans la pile du candidat RN Jean-Marc Garnier au nom de la candidate RN de la circonscription voisine Bérengère Carrié, dans les bureaux de vote de Tarascon-sur-Ariège. En tenant compte d'une part que 136 de ces bulletins ont été retrouvés dans l'urne et comptés comme nuls, d'autre part que l'écart de voix entre Jean-Marc Garnier et Anne-Sophie Tribout (LREM) est de seulement 8 votes, le Conseil a jugé que la sincérité du premier tour du scrutin avait été altérée.
Une élection partielle est alors planifiée pour se tenir les 26 mars et 2 avril suivants.
| Candidat                 | Candidat                 | Parti et coalition       | Premier tour | Premier tour | Premier tour | Second tour | Second tour | Second tour |
| Candidat                 | Candidat                 | Parti et coalition       | Voix         | %            | +/-          | Voix        | %           | +/-         |
| ------------------------ | ------------------------ | ------------------------ | ------------ | ------------ | ------------ | ----------- | ----------- | ----------- |
|                          | Bénédicte Taurine        | LFI (NUPES)              | 6 778        | 31,18        | 1,94         | 7 777       | 39,81       | 15,5        |
|                          | Martine Froger           | PS diss.                 | 5 742        | 26,41        | 8,33         | 11 758      | 60,19       | Nv.         |
|                          | Jean-Marc Garnier        | RN                       | 5 387        | 24,78        | 4,84         |             |             |             |
|                          | Anne-Sophie Tribout      | RE (ENS)                 | 2 323        | 10,69        | 9,27         |             |             |             |
|                          | François-Xavier Jossinet | REC                      | 603          | 2,77         | 0,86         |             |             |             |
|                          | Robert Claraco           | SE                       | 478          | 2,20         | Nv.          |             |             |             |
|                          | Gisèle Lapeyre           | LO                       | 427          | 1,96         | 0,62         |             |             |             |
|                          |                          |                          |              |              |              |             |             |             |
| Suffrages exprimés       | Suffrages exprimés       | Suffrages exprimés       | 21 738       | 95,80        |              | 19 535      | 90,06       |             |
| Votes blancs             | Votes blancs             | Votes blancs             | 635          | 2,80         | 1 259        | 5,80        |             |             |
| Votes nuls               | Votes nuls               | Votes nuls               | 319          | 1,41         | 896          | 4,13        |             |             |
| Total                    | Total                    | Total                    | 22 692       | 100          | 21 690       | 100         |             |             |
| Abstention               | Abstention               | Abstention               | 34 618       | 60,40        | 35 586       | 62,13       |             |             |
| Inscrits / participation | Inscrits / participation | Inscrits / participation | 57 310       | 39,60        | 57 276       | 37,87       |             |             |

### 2ecirconscription des Français établis hors de France
Le Conseil constitutionnel annule, dans une décision en date du 20 janvier 2023 et du fait d'irrégularités techniques dans l'organisation des opérations de vote par voie électronique lors des scrutins de juin 2022, l'élection de la députée Renaissance Éléonore Caroit.
Une élection partielle est alors planifiée pour se tenir les 1er et 15 avril suivants. Le scrutin électronique a lieu du 24 mars au 29 mars pour le premier tour, et du 7 au 12 avril pour le second tour.
| Candidat                 | Candidat                 | Parti et coalition       | Premier tour | Premier tour | Premier tour | Second tour | Second tour | Second tour |
| Candidat                 | Candidat                 | Parti et coalition       | Voix         | %            | +/-          | Voix        | %           | +/-         |
| ------------------------ | ------------------------ | ------------------------ | ------------ | ------------ | ------------ | ----------- | ----------- | ----------- |
|                          | Éléonore Caroit          | RE (ENS)                 | 3 543        | 38,95        | 4,38         | 5 816       | 62,44       | 5,02        |
|                          | Christian Rodriguez      | LFI (NUPES)              | 2 386        | 26,23        | 1,97         | 3 499       | 37,56       | 5,02        |
|                          | Bertrand Dupont          | LR (UDC)                 | 1 217        | 13,38        | 1,13         |             |             |             |
|                          | Yves Thorailler          | REC                      | 559          | 6,15         | 0,16         |             |             |             |
|                          | Tatiana Boteva-Malo      | EEE                      | 493          | 5,42         | Nv.          |             |             |             |
|                          | Marlon Vandamme          | RN                       | 306          | 3,36         | 1,2          |             |             |             |
|                          | David Abrial             | GRS (FGR)                | 283          | 3,11         | 1,84         |             |             |             |
|                          | Catherine Bompard        | LMPA (TUPV)              | 192          | 2,11         | Nv.          |             |             |             |
|                          | Salvador Ribeiro         | SE                       | 61           | 0,67         | 0,45         |             |             |             |
|                          | Pedro Guanaes Netto      | RS (LRDP)                | 56           | 0,62         | Nv.          |             |             |             |
|                          |                          |                          |              |              |              |             |             |             |
| Suffrages exprimés       | Suffrages exprimés       | Suffrages exprimés       | 9 096        | 96,95        |              | 9 315       | 93,52       |             |
| Votes blancs             | Votes blancs             | Votes blancs             | 253          | 2,70         | 604          | 6,07        |             |             |
| Votes nuls               | Votes nuls               | Votes nuls               | 33           | 0,35         | 41           | 0,41        |             |             |
| Total                    | Total                    | Total                    | 9 382        | 100          | 9 960        | 100         |             |             |
| Abstention               | Abstention               | Abstention               | 69 354       | 88,08        | 68 694       | 87,34       |             |             |
| Inscrits / participation | Inscrits / participation | Inscrits / participation | 78 736       | 11,92        | 78 654       | 12,66       |             |             |

### 8ecirconscription des Français établis hors de France
L’élu Meyer Habib voit son élection annulée par le Conseil constitutionnel le 3 février 2023 après un recours déposé par sa concurrente de La République en marche, Deborah Abisror de Lieme, en raison des « irrégularités et manœuvres » dans le vote des électeurs de la circonscription en juin 2022.
Une élection partielle est alors planifiée pour se tenir les 2 et 16 avril suivants. Le scrutin électronique a lieu du 24 mars au 29 mars pour le premier tour, et du 7 au 12 avril pour le second tour.
| Candidat                 | Candidat                 | Parti et coalition       | Premier tour | Premier tour | Premier tour | Second tour | Second tour | Second tour |
| Candidat                 | Candidat                 | Parti et coalition       | Voix         | %            | +/-          | Voix        | %           | +/-         |
| ------------------------ | ------------------------ | ------------------------ | ------------ | ------------ | ------------ | ----------- | ----------- | ----------- |
|                          | Meyer Habib              | UDI (UDC)                | 5 985        | 38,35        | 9,5          | 8 075       | 53,99       | 3,41        |
|                          | Deborah Abisror-de Lieme | RE (ENS)                 | 3 850        | 24,67        | 3,11         | 6 882       | 46,01       | 3,41        |
|                          | Yael Lerer               | SE (NUPES)               | 2 445        | 15,67        | 3,17         |             |             |             |
|                          | Juliette de Causans      | EEE                      | 1 151        | 7,37         | Nv.          |             |             |             |
|                          | Hélène Lehmann           | GRS (FGR)                | 973          | 6,23         | 3,26         |             |             |             |
|                          | Serge Siksik             | REC                      | 924          | 5,92         | 0,99         |             |             |             |
|                          | Michelle Odelin          | LMPA (TUPV)              | 247          | 1,58         | Nv.          |             |             |             |
|                          | Frédéric Chaouat         | LSP                      | 33           | 0,21         | Nv.          |             |             |             |
|                          |                          |                          |              |              |              |             |             |             |
| Suffrages exprimés       | Suffrages exprimés       | Suffrages exprimés       | 15 608       | 97,69        |              | 14 957      | 91,52       |             |
| Votes blancs             | Votes blancs             | Votes blancs             | 346          | 2,17         | 1 357        | 8,30        |             |             |
| Votes nuls               | Votes nuls               | Votes nuls               | 23           | 0,14         | 30           | 0,18        |             |             |
| Total                    | Total                    | Total                    | 15 977       | 100          | 16 344       | 100         |             |             |
| Abstention               | Abstention               | Abstention               | 122 308      | 88,45        | 121 901      | 88,18       |             |             |
| Inscrits / participation | Inscrits / participation | Inscrits / participation | 138 285      | 11,55        | 138 245      | 11,82       |             |             |

### 9ecirconscription des Français établis hors de France
Le 20 janvier 2023, le Conseil constitutionnel annule les opérations électorales ayant mené à l'élection du député Génération.s Karim Ben Cheïkh du fait d'irrégularités techniques dans l'organisation du vote par voie électronique lors des scrutins de juin 2022.
Une élection partielle est alors planifiée pour se tenir les 2 et 16 avril suivants. Le scrutin électronique a lieu du 24 mars au 29 mars pour le premier tour, et du 7 au 12 avril pour le second tour.
| Candidat                 | Candidat                 | Parti et coalition       | Premier tour | Premier tour | Premier tour  | Second tour | Second tour | Second tour |
| Candidat                 | Candidat                 | Parti et coalition       | Voix         | %            | +/-           | Voix        | %           | +/-         |
| ------------------------ | ------------------------ | ------------------------ | ------------ | ------------ | ------------- | ----------- | ----------- | ----------- |
|                          | Karim Ben Cheïkh         | G.s (NUPES)              | 5 291        | 43,24        | 3,25          | 8 059       | 67,65       | 13,58       |
|                          | Caroline Traverse        | RE (ENS)                 | 1 996        | 16,31        | 11,75         | 3 853       | 32,35       | 13,58       |
|                          | M'jid El Guerrab         | PRV diss.                | 1 884        | 15,40        | 14,67         |             |             |             |
|                          | André Chouk              | REC                      | 745          | 6,09         | 0,59          |             |             |             |
|                          | Édouard de Castellan     | LR (UDC)                 | 679          | 5,55         | 0,93          |             |             |             |
|                          | Oumar Ba,                | MoDem diss.              | 468          | 3,82         | 3,32          |             |             |             |
|                          | Samira Herbal            | EEE                      | 332          | 2,71         | 1,46          |             |             |             |
|                          | Nicolas Oufkir           | LPC                      | 243          | 1,99         | Nv.           |             |             |             |
|                          | Fatou Sagna Sow          | RE diss.                 | 175          | 1,43         | 0,8           |             |             |             |
|                          | Thiaba Bruni             | Cap21                    | 145          | 1,19         | 0,23          |             |             |             |
|                          | Hervé Diaz               | SE                       | 90           | 0,74         | Nv.           |             |             |             |
|                          | Brahim Oubairouk         | LEA (TUPV)               | 79           | 0,65         | Nv.           |             |             |             |
|                          | Sébastien Périmony       | S&P (LRDP)               | 67           | 0,55         | 0,21          |             |             |             |
|                          | Nacim Bendeddouche       | SE                       | 33           | 0,27         | en stagnation |             |             |             |
|                          | Grégory Zaoui            | SE                       | 9            | 0,07         | Nv.           |             |             |             |
|                          |                          |                          |              |              |               |             |             |             |
| Suffrages exprimés       | Suffrages exprimés       | Suffrages exprimés       | 12 236       | 95,35        |               | 11 912      | 92,26       |             |
| Votes blancs             | Votes blancs             | Votes blancs             | 547          | 4,26         | 928           | 7,19        |             |             |
| Votes nuls               | Votes nuls               | Votes nuls               | 50           | 0,39         | 71            | 0,55        |             |             |
| Total                    | Total                    | Total                    | 12 833       | 100          | 12 911        | 100         |             |             |
| Abstention               | Abstention               | Abstention               | 112 775      | 89,78        | 112 595       | 89,71       |             |             |
| Inscrits / participation | Inscrits / participation | Inscrits / participation | 125 608      | 10,22        | 125 506       | 10,29       |             |             |